# 수비 (가수)
수비(1997년 11월 28일 ~ )는 대한민국의 가수다. 2019년 싱글 앨범 [Chained Up in Diamonds]로 데뷔했다.

## 학력
- American School of Milan
- 연세대학교 언더우드국제대학

## 방송
- 청춘스타 (2022) - Top41

## 음반
- Chained Up in Diamonds (2019)
- Make the Move (feat. pH-1) (2020)
- AUTOMATIC REMIX (2020)
- Jingle All Night (2020)
- ASAP! (2021)
- Lazy (feat. JAEHA) (2021)
- 청춘스타 Part4 (2022)
- 청춘스타 Part8 (2022)

### 하이라이트레코즈
- Legacy (2020)

## 피처링
- Authentic <유난히> (2020)